# Robert Mulliken
Robert Sanderson Mulliken (ur. 7 czerwca 1896, zm. 31 października 1986) – amerykański fizyk, laureat Nagrody Nobla w dziedzinie chemii w 1966 roku za fundamentalne badania dotyczące wiązań chemicznych i struktury elektronowej cząsteczek.